# 维吾尔族桑皮纸制作技艺
维吾尔族桑皮纸制作技艺（維吾爾語：ئۈجمە قوۋزىقىدىن قەغەز ياساش‎）是在中华人民共和国新疆维吾尔自治区和田地区和吐鲁番地区等地的维吾尔族群众中流传的以桑树皮为原料的制纸技术。2006年，维吾尔族桑皮纸制作技艺被列为中华人民共和国第一批《国家级非物质文化遗产代表性项目名录》。其保护单位为位于吐鲁番市的新疆大漠土艺馆，该项目的国家级非物质文化遗产代表性项目代表性传承人为托乎提·吐尔迪。

## 历史
在新疆和田，桑树的种植和人类活动密切相关，民丰县尼雅遗址周围有很多古桑树断干。纸的使用在新疆地区同样具有较为久远的历史，不过当地早期主要使用是麻纸，如考古学家黄文弼曾在罗布泊的汉代烽燧遗址中发现公元前的麻纸。新疆桑皮纸制做则可追溯公元580年左右，1975年，在新疆吐鲁番地区的阿斯塔那古墓群哈拉和卓古墓中，出土了高昌延昌廿二年（582年）的桑皮制文书纸。
1908年，考古学家马尔克·奥莱尔·斯坦因在策勒村（如今策勒县）的麻扎塔格古城堡中，出土了唐代有关当地纸张买卖的账本，其中记录了当时纸会被用于文书和糊灯。公元11世纪以后，和阗的居民开始皈依伊斯兰教，不过古代的造纸技艺得到了继承。到了西辽统治时期，和田已成为桑皮纸制作的著名产地，制造桑皮纸成为很多当地人重要的家庭手工艺。公元14世纪，伊斯兰教传播到了吐鲁番地区，吐鲁番逐渐成为另一个制作桑皮纸的产地。到了清代，很多维吾尔语典籍，如现在藏于和田地区博物馆的《诺比提诗选》《维吾尔医药大全》以及很多民间《古兰经》抄本、维吾尔史诗都将桑皮纸作为书页。乾隆时期编纂的《新疆回部志》中，则记载了和如今制桑皮纸技法相似的内容。斯坦因在光绪二十六年（1900年）第一次到达和田时，也对当地维吾尔族的桑皮纸制造工艺进行过记录。咸丰年间由袁大化等人编纂的《新疆图志》中，则记载了和阗（今和田地区）与迪化（今乌鲁木齐市）、吐鲁番制造纸异同。
中华民国成立后，新疆曾爆发多次各类冲突，甚至出现了一些割据政权。这些军阀部队为筹集军费，会印发临时钞票。而桑皮纸，则被选为部分钞票的原材料。民国22年（1933年），马仲英进入新疆并占领吐鲁番地区。为筹集军费，开始印制吐鲁番县期票，吐鲁番期票用桑皮纸木刻印制，面额五两。穆罕默德·伊敏在民国23年（1934年）被马仲英部击溃后，逃往和阗，并推举其兄建立和阗伊斯兰国。该政权成立后，开始印发一两纸币和一百文新疆红钱布币。其中一两纸币即后桑皮纸木刻印制的纸币。马仲英被盛世才击败后，自己不断向南疆撤退并与盛世才言和。马仲英离开新疆后，其部队由马虎山率领，马虎山被任命为和阗区行政长官。他上任后开始印发和阗行政长公署钞票，共有一两、三两、新疆红钱一百文三种面额，均为厚桑皮木刻。和阗行政长公署钞票从民国23年（1934年）流通至民国26年（1937年）。中华民国大陆时期，和田生产的桑皮纸除了作为钞票外，也是全新疆省缮写公文必不可少的物品。

### 困境与发展
因为大量的需求，大量的制作桑皮纸的工坊应运而生。很多维吾尔家庭世代相传制纸的手艺。然而随着技术的进步，桑皮纸逐渐退出了新疆维吾尔群众的生活。1950年以后，桑皮纸逐渐不再承担公文用纸、书写用纸和印刷用纸的作用。其功能仅剩包装和糊天窗。而随着新型包装材料的普及，以及住宅和建筑工艺的改变，需要纸糊天窗的机会也越来越少。到了20世纪80年代，新疆各地的维吾尔族家庭中很少能见到桑皮纸的身影。20世纪末，和田地区已经为数不多的专业桑皮纸工匠步入暮年，桑皮纸制作的技艺也面临失传的风险。
21世纪以后，对包括新疆维吾尔族桑皮纸在内的学术研究以及新闻报道开始增多，同时对桑皮纸的创新应用的探索也逐渐增多。2001年，位于吐鲁番市的新疆大漠土艺馆开始建设维吾尔传统民间工艺传承展示区，之后与最后的桑皮纸制造工匠托乎提·吐尔迪签订协议，在新疆大漠土艺馆开始传授桑皮纸制作技艺。2002年，托乎提·吐尔迪受到邀请前往美国威斯康辛州参加第36届史密梭民俗生活艺术节。2005年，中国中央电视台推出了系列节目《边地大穿越——新疆》，节目第一季便是介绍了和田的桑皮纸。2006年，经新疆维吾尔自治区吐鲁番地区申报，维吾尔族桑皮纸制作技艺被列为了中华人民共和国第一批《国家级非物质文化遗产代表性项目名录》。
在维吾尔族桑皮纸制作技艺被列为国家级非物质文化遗产名录之后，桑皮纸创新应用也开始探索。2010年，在乌鲁木齐市美术馆曾举办“桑穰问影”摄影展，所展出的160幅摄影作品均是打印在桑皮纸之上。2011年底，在新疆图书馆曾举办“中国画·桑皮纸”国画展，超过一百名画家在桑皮纸上创作水墨画。新疆维吾尔自治区人民政府也启动了“生产性保护桑皮纸”非遗项目保护性工程。21世纪20年代，墨玉县为了保护和传承桑皮纸制造技艺，对普恰克其镇布达村主干道的商户门面、农户家庭墙面进行改造，打造“桑皮纸一条街”。2021年3月，布达村的墨玉县桑皮纸文化园建成开园，文化园内包括桑皮纸制作工坊、桑皮纸博物馆、民宿等设施。截止2021年，在普恰克其镇有15家从事桑皮纸制作的工坊，其传承从3代到13代不等。2021年6月，和田地区博物馆举办“桑皮纸上的魅力和田”北京新疆书画作品展。2021年10月，在新疆美术馆举办的“新疆是个好地方新疆是个好地方——对口援疆19省市非物质文化遗产展省市非物质文化遗产展”中，维吾尔族桑皮纸制作技艺曾被展出。

## 制作
桑皮纸的制作第一步需要对当年新发的桑树新枝进行采集，采集会选择在每年的春夏之交，即5月到7月间。采集后，制作桑皮纸的维吾尔匠人会将树枝泡入水中，以便纸条表面软化后之后为其剥去深色外皮。完成剥皮后，将剥去外皮的枝条内皮放入锅中，进行锅煮步骤。其间会加入胡杨碱（胡杨为泌盐植物，胡杨碱为其分泌物）。当桑树皮软化，颜色改变后进行降温、过滤。完成后匠人会将桑皮团团成圆团状。为了将桑皮团的纤维分散，需要将桑皮团放置在石板上并用特制的木棰捶打成饼状。为了使经过捶打的桑皮进一步分解，桑皮团会被放入桶中数日进行发酵。发酵完成的纸浆会被专用的筛子再次过滤，然后匠人会将纸浆倒入纸槽之中并用工具搅动使其充分分散。再将桑皮纸浆倒入纸模并均匀摇平，后将其端出纸槽。在经过滤水、晾晒后，就可以从模具上将纸剥离。剥离后的桑皮纸会被分类，匠人会使用玉石或砑石对其中一部分桑皮纸进行打磨。
2018年9月，新疆维吾尔自治区质量技术监督局发布了《DB65/T 4138-2018 国家非物质文化遗产 桑皮纸》《DB65/T 4135-2018 国家非物质文化遗产 桑皮纸制作技艺流程》《DB65/T 4134-2018 国家非物质文化遗产 桑皮纸生产设施、环境及观摩要求》等新疆维吾尔自治区地方标准。

## 特点和使用
制作完成的桑皮纸结实、防虫、吸水力强、不易褪色、韧性较好。维吾尔人手工制作的桑皮纸可被分为未经漂白的“生纸”和加工后变的洁白的“熟纸”。桑皮纸质量上可被分为三个档次。其中高档桑皮纸很薄且呈透明状，在清代和中华民国大陆时期新疆出版的书籍中基本上都采用高档的桑皮纸作为书页。除了作为书页，质量上乘的桑皮纸也会被用来钞票。质量次一档的一般用于茶叶、糖果、药物、食物等小物件的包装。最低档的桑皮纸颜色更深，并且坚韧。在南疆采取阿以旺形质的维吾尔民居中会被用来做糊天窗，也会被当作朵帕的帽撑以及作为制作皮靴、衬衫等的辅料。维吾尔族制作的桑皮纸一般大小是边长约为50厘米的正方形，出售时以刀为计量单位，一刀为30张。墨玉县维吾尔族制造的桑皮纸与云南省孟定镇傣族使用类似的浇纸法工艺制造的构皮纸相比，在抗张强度、耐破度以及耐折度三方面都低于构皮纸。除此之外，桑皮纸光泽度、白度均较低，正反面色差较大。